# Премоляр
Премоляр, зуб коренной малый (лат. dentes praemolares) — один из двух зубов, расположенных в зубном ряду взрослых людей с обеих сторон челюстей за клыками перед большими коренными зубами.

## Анатомия премоляров человека

### Первый премоляр верхней челюсти
Коронка цилиндрической  формы. Щёчная, нёбная поверхности выпуклы.
Вестибулярная поверхность преобладает над нёбной, с небольшим вертикальным валиком.
Контактные поверхности прямоугольной формы, с задней поверхностью более выпуклой, чем передняя.
На жевательной поверхности щёчный (более крупный) и нёбный бугорки, с проходящей между ними в переднезаднем направлении фиссуры, заканчивающиеся эмалевыми валиками.
На жевательной поверхности щёчного бугорка выделяется два ската, передний более выражен. Корень уплощённый, с продольными глубокими бороздками на боковых поверхностях.
Корень часто раздваивается на щёчный и нёбный (более выраженный).

### Второй премоляр верхней челюсти
Коронка призматической формы. На жевательной поверхности щёчный (более крупный) и нёбный бугорки. Бугорки разделены поперечной фиссурой по центру жевательной поверхности.
Щёчная поверхность коронки преобладает над нёбной. Нёбная поверхность более выпуклая, с продольным валиком. Передний участок щёчной поверхности коронки менее выпуклый, чем задний.
В преобладающем количестве случаев корень один, конусообразной формы, сжатый в переднезаднем направлении, с широкими боковыми поверхностями, несущими неглубокие продольные борозды. В 15 % случаев имеет место раздвоение корня.

### Первый премоляр нижней челюсти
Вестибулярная поверхность коронки выпуклая, длиннее язычной, с широким продольным валиком.
Жевательная поверхность с двумя бугорками. Щёчный более крупный, наклонённый внутрь. Бугорки соединены валиком, на латеральных поверхностях которого имеются ямки.
Корень один, прямой, овальной формы, слегка сплюснут с боков, с проходящими на передней и задней поверхностях, неглубокими бороздками.

### Второй премоляр нижней челюсти
По размерам крупнее первого премоляра. Вестибулярная поверхность выпуклая, с широким продольным валиком. Язычная большего размера, с развитым язычным бугром. Оба бугра развиты практически одинаково, хотя щёчный несколько преобладает. Бугры разделены эмалевым валиком, на латеральных сторонах которого имеются ямки.
От граней зуба валик разделён подковообразной фиссурой. В ряде случаев, от фиссуры отходит дополнительная, делящая язычный бугор на два бугра меньших размеров, что превращает зуб в трехбугорковый.
Контактные поверхности выпуклые.
Корень один, конусовидной формы, уплощённый, на латеральных поверхностях борозды практически отсутствуют.